# El jove camperol
El jove camperol és un oli sobre tela realitzat l'any 1918 per l'artista italià Amedeo Modigliani. Forma part de la col·lecció permanent de la Tate Modern de Londres.
Aquest quadre forma part del reduït grup de pintures de joves que va fer Modigliani. L'artista va inscriure el títol de l'obra a la part de sota a la dreta de la tela, identificant l'home sobre la cadira com el 'nen camperol'. Tanmateix, el mateix model apareix en un quadre a la col·lecció del Louvre, a París, titulat El jove aprenent (en anglès, The Young Apprentice). Modigliani va ser influenciat durant una llarga època pel pintor Paul Cézanne (1839-1906), i sembla probable que el quadre fos un homenatge a la sèrie de quadres d'aquest últim en què treballadors del camp posaven en el centre de la tela, que adoptava tons predominantment blaus. (Vegeu, per exemple, The Gardener Vallier de Cézanne, que es troba en la mateixa sala).

## Història
Modigliani va anar al sud de França a finals de maig o principis d'abril del 1918 i sembla que va passar-hi els primers mesos, com a mínim fins al juliol del mateix any, a Canha de Mar, i d'allà bàsicament a Niça. Va tornar a París el 31 de maig de 1919. Joseph Lanthemann, en una carta del 3 de maig de 1976, va suggerir que El jove camperol es va pintar a Niça, basant-se en el fet que mostra la mateixa habitació que altres obres de Jeanne Hébuterne que creu es van pintar allà. La possibilitat que es pintés a Canha amb unes setmanes de diferència, tanmateix, no es pot descartar. Sembla datar, en qualsevol cas, de la seva estada al sud de França, fet que es podria considerar un testimoniatge de l'etapa de caràcter excepcionalment cezànica per què passava l'artista italià. Tot i que Lanthemann data el quadre a l'any 1919, no té l'extrema estilització i elongació que caracteritza l'obra tardana de Modigliani i per tant, sembla més probable que fos pintada l'any 1918.

## Anàlisi
Es nota el tènue cromatisme de la cara que, malgrat la seva delicadesa en les variacions tonals, aconsegueix prevaldre per després eliminar-se per la força del fons, efecte estudiat deliberadament per la creació de l'harmonia.